# Świerszczak melodyjny

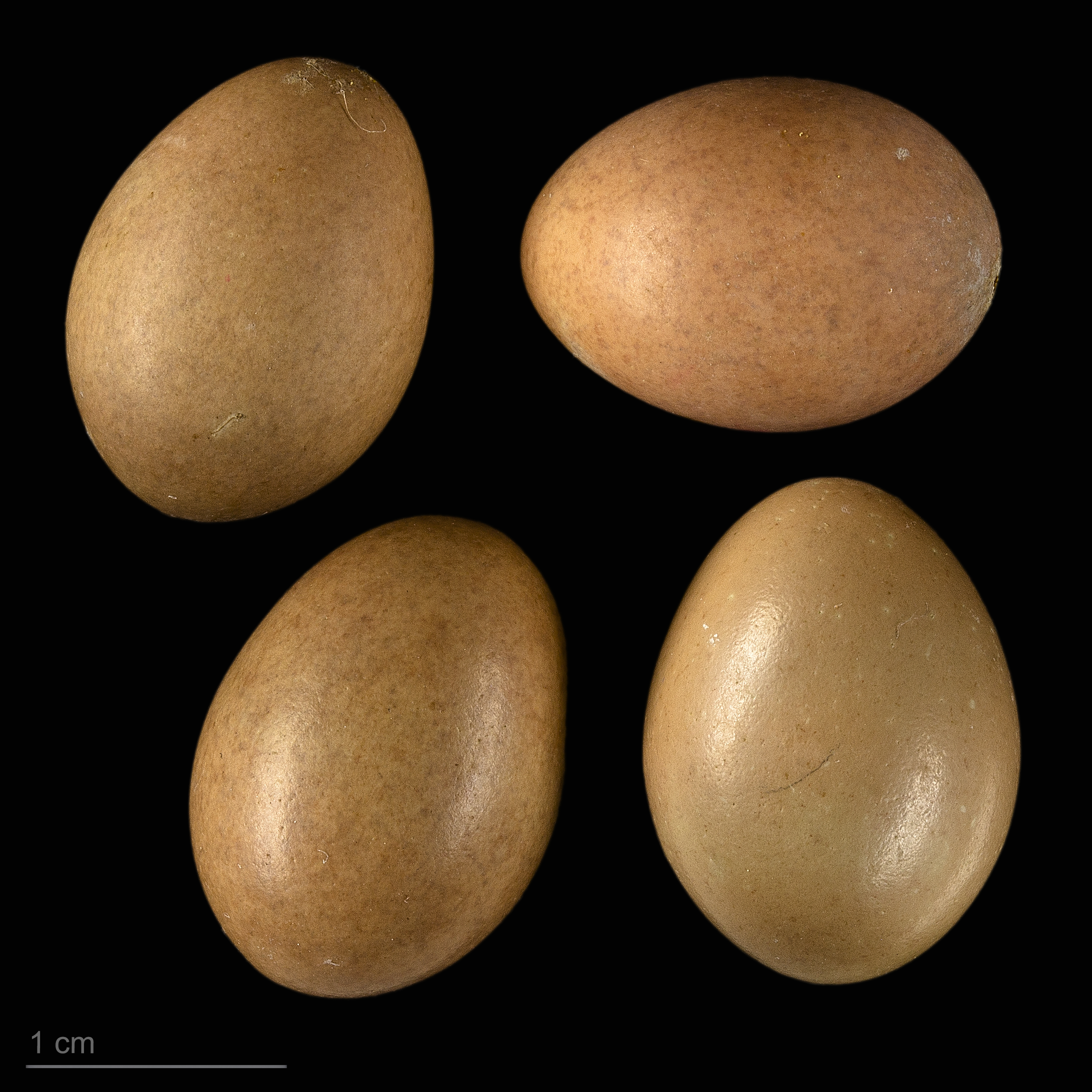
Locustella certhiola

Świerszczak melodyjny (Helopsaltes certhiola) – gatunek niewielkiego ptaka wędrownego z rodziny świerszczaków (Locustellidae), wcześniej zaliczany do pokrzewkowatych (Sylviidae). Zamieszkuje Azję; raz stwierdzony w Polsce. Nie jest zagrożony wyginięciem.

## Systematyka
Gatunek ten po raz pierwszy zgodnie z zasadami nazewnictwa binominalnego opisał w 1811 roku Peter Simon Pallas. Autor nadał mu nazwę Motacilla Certhiola. Jako miejsce typowe wskazał Zabajkale; później zawężono to do rejonu górskiego pomiędzy rzeką Onon a miastem Borzja. Gatunek ten był umieszczany w rodzaju Locustella, ale w 2018 roku w oparciu o badania filogenetyki molekularnej przeniesiono go do nowo utworzonego rodzaju Helopsaltes. 
IOC wyróżnia pięć podgatunków H. certhiola:
- H. c. certhiola – południowo-wschodnia Syberia, wschodnia Mongolia i północno-środkowe Chiny.
- H. c. sparsimstriatus – południowo-zachodnia do południowo-środkowej Syberii.
- H. c. centralasiae – wschodni Kazachstan i północno-wschodni Kirgistan do zachodnich Chin.
- H. c. rubescens – północna Syberia.
- H. c. minor – południowo-wschodnia Syberia (Przyamurze) i północno-wschodnie Chiny.

## Występowanie
Zamieszkuje Syberię, wschodni Kazachstan, Mongolię i północne Chiny. Gatunek wędrowny. Zimowiska świerszczaka melodyjnego ulokowane są w północno-wschodnich Indiach, Sri Lance i Azji Południowo-Wschodniej, w tym na Wyspach Sundajskich.
Zalatuje do Europy. Do Polski zalatuje wyjątkowo – stwierdzony raz we wrześniu 1989 w Darłówku.

## Morfologia
Wygląd
Brak różnic w upierzeniu pomiędzy płciami. Wierzch ciała tego świerszczaka jest brunatny, kreskowany z żółtym odcieniem. Ma wyraźnie rudawe kuper i pokrywy nadogonowe, a nad okiem jasną brew. Spód jest upierzony na szarawo-biało, choć u osobników młodocianych jest żółtawy i ich pierś ma kreskowanie. Dziób jest czarniawy, a nogi cieliste.
Wymiary
długość ciałaok. 15 cm
długość skrzydła6,1–7 cm
Masa ciała
ok. 18 g

## Ekologia i zachowanie

### Biotop
Zasiedla błota, mokre łąki porośnięte wysoką trawą oraz pojedynczymi krzakami. Także wilgotne rejony tajgi i krzewiaste stepy. Zimą widuje się go na bagnach, zalanych łąkach, polach ryżowych i w trzcinach.

### Rozród
Składanie jaj ma miejsce od końca czerwca do początku lipca na Syberii i w pierwszej połowie czerwca w dolinie Amuru. Jest to ptak terytorialny. Gniazdo w kształcie głębokiej, solidnie zbudowanej miseczki, umieszczone jest na wilgotnej ziemi wśród gęstych traw. W zniesieniu 4–6 jaj. Inkubacją zajmuje się wyłącznie samica przez około 12 dni.

### Pożywienie
To ptak o bardzo skrytym trybie życia, toteż jego dieta nie jest dokładnie poznana. Zjada owady, sporadycznie materiał roślinny.

## Status i ochrona
IUCN uznaje świerszczaka melodyjnego za gatunek najmniejszej troski (LC, Least Concern) nieprzerwanie od 1988 (stan w 2022). Liczebność światowej populacji nie została oszacowana, ale ptak ten opisywany jest jako pospolity, lokalnie bardzo liczny. Globalny trend liczebności populacji uznawany jest za spadkowy ze względu na niszczenie siedlisk.
W Polsce świerszczak melodyjny podlega ścisłej ochronie gatunkowej.